# كأس دوراند 2014
كأس دوراند 2014 هو موسم من كأس دوراند. كان عدد الأندية المشاركة فيه 12، وفاز فيه نادي سالغاوكار.